# Aglaia flavida
Aglaia flavida är en tvåhjärtbladig växtart som beskrevs av Merrill & Perry. Aglaia flavida ingår i släktet Aglaia och familjen Meliaceae. Inga underarter finns listade i Catalogue of Life.